# Hartmut Lademacher
Hartmut Lademacher (* 5. července 1948) je německý technologický podnikatel.

## Biografie
V roce 1990 založil společně s Joachimem Hertelem, Rainerem Zimmermannem a dalšími vedoucími představiteli IBM, kde pracoval, společnost LHS Specifications GmbH (LHS Telekommunikation)v Dietzenbachu. LHS je zkratka pro „Lademacher and Hertel Software“. V roce 1997 společnost vstoupila na nový trh. V roce 2000 byla společnost prodána společnosti Sema za 4,7 miliardy eur. Lademacher byl původně nevýkonným ředitelem této společnosti, ale na konci listopadu 2000 musel z této funkce rezignovat, když vyšlo najevo, že před vydáním čtvrtletních údajů prodal akcie společnosti Sema v hodnotě přibližně 100 milionů DM. V roce 2004 Lademacher koupil společnost LHS zpět za 50 milionů EUR, aby ji v roce 2006 prodal společnosti Ericsson.
Společnost Lademacher se dostala do povědomí širší veřejnosti, když její správa aktiv SMM Germany GmbH koupila Villu Andreae od podnikatele v oblasti nemovitostí Jürgena Schneidera. Jeho majetek se odhaduje na 600 milionů EUR.

## Svatba a rodina
Lademacher je ženatý s Gabriele Lademacherovou (roz. Schneiderová) a má dvě děti. Jeho dcera Claire Margareta Lademacherová je manželkou prince Félixe Lucemburskéhi, druhého syna velkovévody Jindřicha Lucemburského.